# Erpetogomphus lampropeltis
Erpetogomphus lampropeltis – gatunek ważki z rodziny gadziogłówkowatych (Gomphidae). Występuje na terenie Ameryki Północnej i Ameryki Środkowej.